# Siergiej Kogaj
Siergiej Władimirowicz Kogaj, ros. Сергей Владимирович Когай (ur. 14 sierpnia 1966 w Kyzyłordzie, Kazachska SRR) – kazachski piłkarz pochodzenia koreańskiego, grający na pozycji napastnika, trener piłkarski.

## Kariera piłkarska

### Kariera klubowa
Wychowanek Szkoły Sportowej w Kyzyłordzie. W 1983 rozpoczął karierę piłkarską w miejscowej drużynie Meliorator Kyzyłorda. W 1990 został zaproszony do stołecznego Kajratu Ałma-Ata, ale po pół roku powrócił do rodzimego klubu z Kyzyłordy, który zmienił nazwę na Kajsar. W 1993 wyjechał do Rosji, gdzie bronił barw Bałtiki Kaliningrad. W 1994 powrócił do Kazachstanu, gdzie następnie zasilił skład Jassy Turkiestan. Latem 1994 po raz kolejny wrócił do Kajsaru Kyzyłorda. W 1995 przeszedł do SKIF Ordabasy Szymkent. W 1997 ponownie wrócił do rodzimego klubu, który już nazywał się Kajsar-Hurricane Kyzyłorda. W 1998 przeniósł się do FK Taraz, a latem odszedł do Tomiris Szymkent. W 1998 zakończył karierę piłkarza.

## Kariera trenerska
Po zakończeniu kariery piłkarza rozpoczął pracę szkoleniowca. 11 września 2010 został mianowany na stanowisko głównego trenera Ordabasy Szymkent, którym kierował do końca roku. W 2011 pomagał trenować Ordabasy. W styczniu 2012 stał na czele rodzimego Kajsaru Kyzyłorda. 10 kwietnia 2012 został zmieniony na Władimira Nikitienka i potem pracował w klubie jako asystent trenera.

## Sukcesy i odznaczenia

### Sukcesy piłkarskie
SKIF Ordabasy Szymkent
- finalista Pucharu Kazachstanu: 1995

Tomiris Szymkent
- mistrz Kazachstanu: 1998

### Sukcesy trenerskie
Ordabasy Szymkent (jako asystent)
- finalista Pucharu Kazachstanu: 2011

### Sukcesy indywidualne
- król strzelców 8 strefy Wtoroj ligi ZSRR: 1991 (34 gole)
- król strzelców Mistrzostw Kazachstanu: 1992 (22 gole)